# Kaple svaté Ludmily (Andělská Hora)
Kaple svaté Ludmily se nachází v chatové oblasti obce Andělská Hora, nedaleko od Andělského rybníka v okrese Karlovy Vary.

## Historie
Kapli nechalo v roce 2006 vystavět občanské sdružení Andělská Hora. Stojí v nedaleké vzdálenosti od místa, kde podle pověsti poustevničila šlechtična Ludmila, dcera zakladatele obce Jindřicha III. z Plavna. Slavnostní odhalení kapličky proběhlo 24. srpna 2006 za přítomnosti občanů obce.

## Popis
Jedná se o cihlovou výklenkovou kapličku se třemi boky, břidlicovou valbovou stříškou, betonovým soklem, prosklenými dřevěnými dvířky a kamennou bustou svaté Ludmily. Lze se k ní dostat od kostela Nejsvětější Trojice po žluté turistické trase, od které se po 300 metrech chodec odkloní doprava směrem k Andělskému rybníku. Kaple stojí po levé straně ve směru dané chůze.